# 托克斯伊 (阿拉巴马州)
托克斯伊（英文：Toxey），是美国阿拉巴马州下属的一座城市。面积约为0.68平方英里（约合1.77平方公里）。根据2010年美国人口普查，该市有人口137人，人口密度为200.29/平方英里（约合77.4/平方公里）。